# Kai (Yamanashi)
Kai (甲斐市, Kai-shi) és una ciutat de la prefectura de Yamanashi, al Japó.
El 2015 tenia una població estimada de 74.811 habitants i una densitat de població de 1030 habitants per km². Té una àrea total de 71.95 km².

## Geografia
Kai està situada al centre de la prefectura de Yamanashi, orientada de nord a sud seguint el riu Kamanashi.

### Municipalitats veïnes
- Prefectura de Yamanashi
  - Nirasaki
  - Hokuto
  - Minami-Alps
  - Kōfu
  - Shōwa

## Història
La ciutat de Kai fou establerta l'1 de setembre de 2004 com a resultat de la fusió dels poble de Futaba (del districte de Kitakoma), i els pobles de Ryūō, Shikishima (ambdós del districte de Nakakoma). Pren el nom del nom antic de la prefectura de Yamanashi, província de Kai.

## Agermanament
- Keokuk, Iowa, EUA[2]